# VIII Korpus Wielkiej Armii

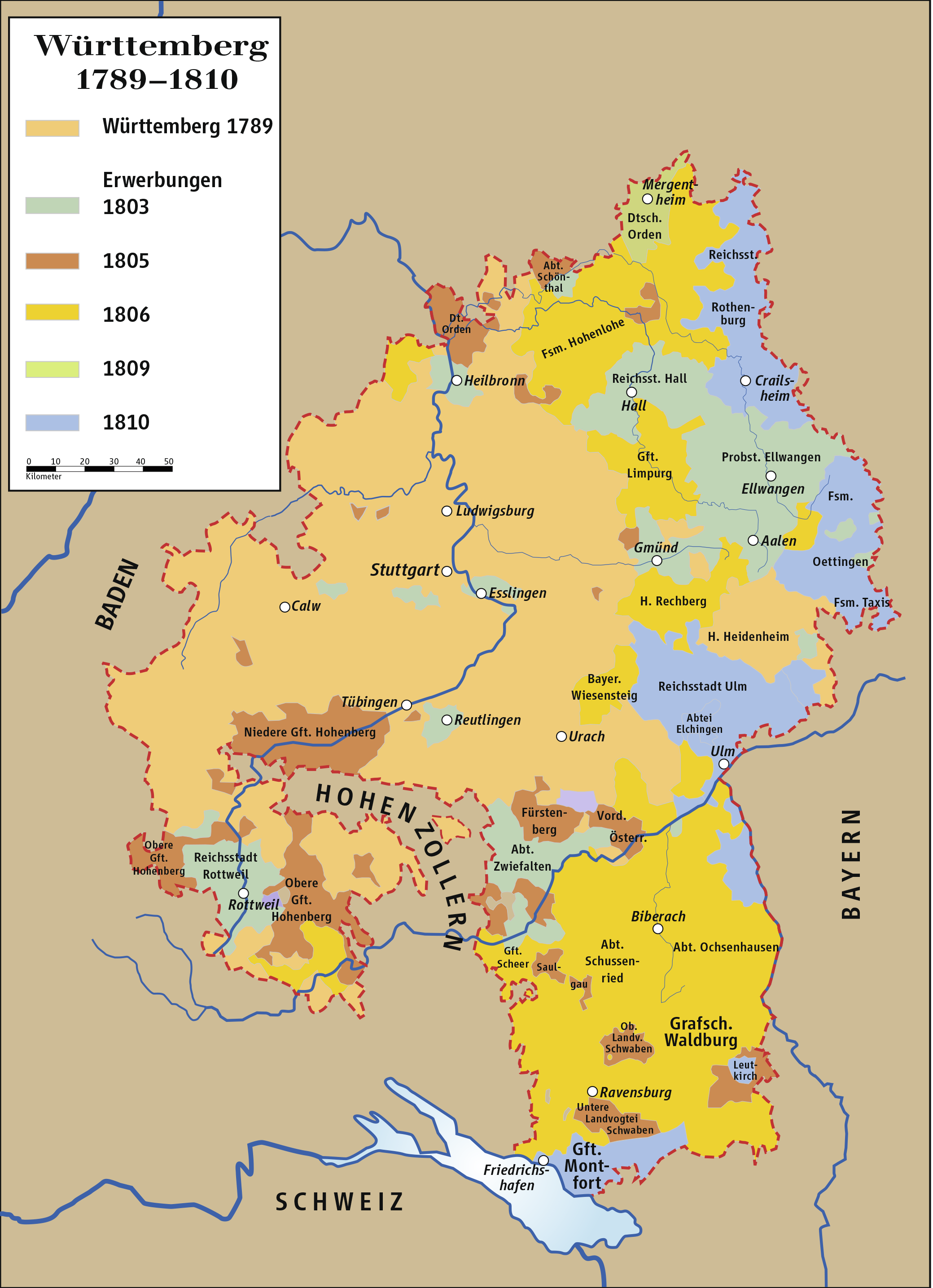
Królestwo Wirtembergii na pocz. XIX wieku.

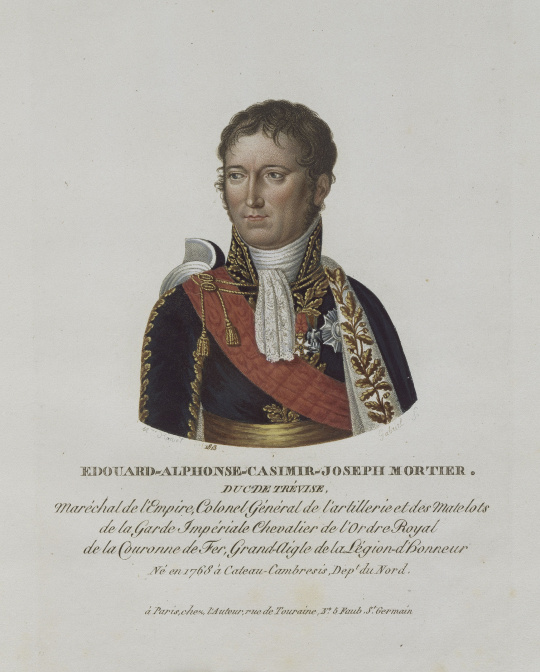
Gen. Édouard Mortier, dowódca VIII Korpusu Wielkiej Armii w 1805

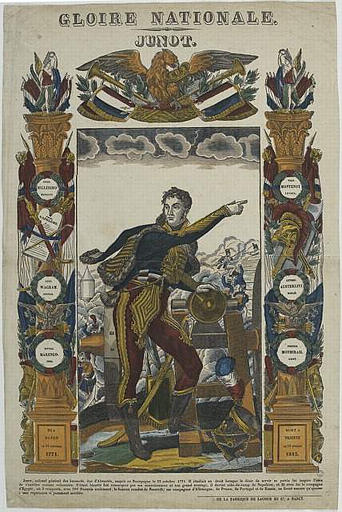
Jean Andoche Junot, dowódca VIII Korpusu Wielkiej Armii w 1812

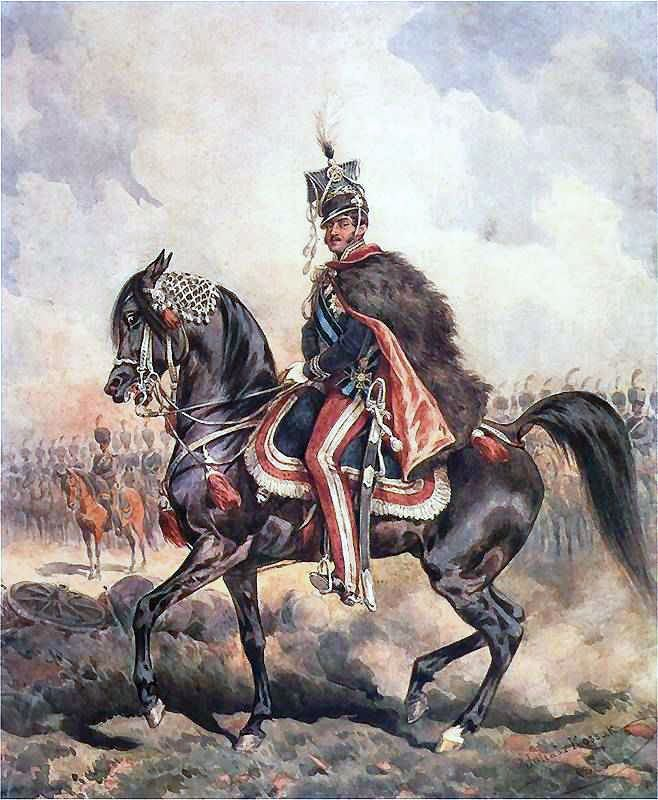
Książę Józef Poniatowski, dowódca VIII Korpusu Wielkiej Armii w 1813. Portret księcia Józefa na koniu, Juliusz Kossak, 1879

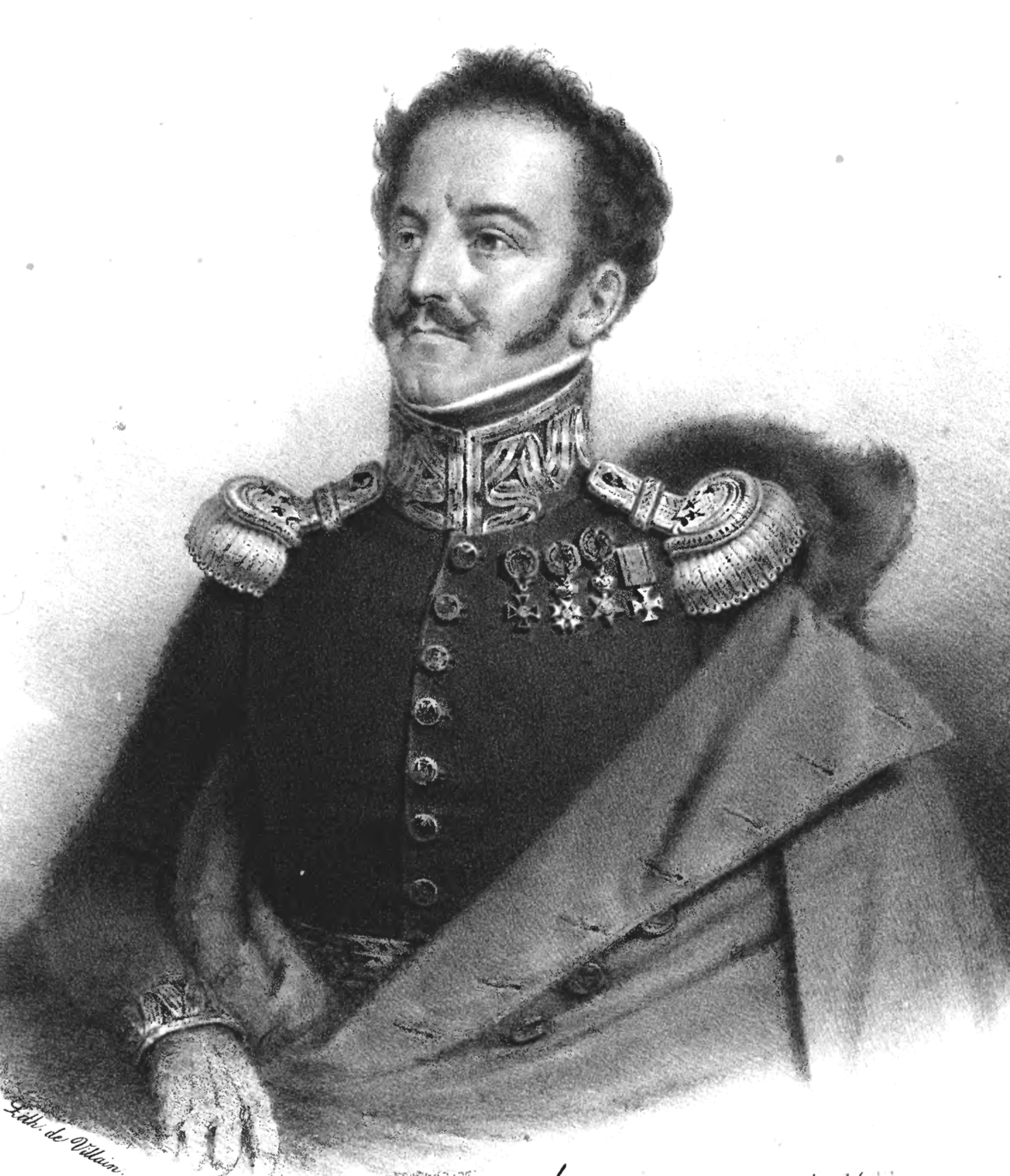
Jan Nepomucen Umiński, dowódca Brygady Jazdy Straży Przedniej

VIII Korpus Wielkiej Armii – jeden z korpusów Wielkiej Armii I Cesarstwa Francuskiego, nazywany czasem w literaturze „Korpusem wirtemberskim”.

## Korpus wirtemberski
Po kapitulacji Austriaków pod Ulm siły francuskie posuwały się w kierunku Wiednia. Wielka Armia miała problemy z zaopatrzeniem, tym bardziej że Rosjanie zostawiali za sobą spaloną ziemię. Napoleon I Bonaparte postanowił więc z części wojsk stworzyć korpus operujący na lewym brzegu Dunaju, powierzając dowództwo marszałkowi Édouardowi Mortier. Tak powstał VIII Korpus Wielkiej Armii.
Marszałek Mortier stanął na czele związku składającego się z czterech jednostek pochodzących z różnych korpusów:
- Dywizja Gazana (dotąd jako 2 Dywizja V Korpus Wielkiej Armii Jeana Lannesa), będąca do wykorzystania natychmiast, liczyła ok. 6 000 ludzi i stanowiła awangardę nowego korpusu.
- Dywizja Duponta (dotąd jako 1 Dywizja VI Korpus Wielkiej Armii Michela Neya), oddalona o ok. jeden dzień marszu, już uczestnicząca w walkach pod Ulm, liczyła ok. 4 000 ludzi pod bronią.
- Dywizja Jean-Baptiste Dumonceau (dotąd jako 3 Dywizja II Korpus Wielkiej Armii Marmonta), złożona w oddziałów batawskich i licząca ok. 5 000 żołnierzy, posuwała się w ariergardzie.
- Dodatkowo dywizja dragonów gen. Dominique’a Kleina miała dołączyć do Mortiera na lewym brzegu Dunaju. Nie otrzymała jednak na czas odpowiednich rozkazów i zmieniła trasę marszu tak, że do VIII korpusu dotarł tylko 4 regiment dragonów.

### Skład w listopadzie 1805
- dowódca: marszałek Édouard Mortier
- szef sztabu: gen. bryg. Nicolas Godinot

- Dywizja - Gazan (2 Dywizja V Korpusu WA): generałowie brygady: Campana, Graindorge
  - 4 p.p. lekkiej - 3 bataliony, płk Jean Baptiste Maximilien Joseph Antoine Bazancourt
  - 100 p.p. liniowej - 3 bataliony, płk Jean-Marie Ritay (1761–1819)
  - 103 p.p. liniowej - 3 bataliony, płk Éloi Charlemagne Taupin (1767–1814)

Razem: ok. 6000 ludzi, 3 działa
- Dywizja - Dupont (1 Dywizja VI Korpusu WA): generałowie brygady: Rouyer, Jean Gabriel Marchand
  - 9 p.p. lekkiej - 2 bataliony
  - 32 p.p. liniowej - 2 bataliony
  - 96 p.p. liniowej - 2 bataliony (nie brał udziału w bitwie pod Dürrenstein)
  - 1 p. huzarów - 3 szwadrony

Razem: ok. 4000 ludzi, 8 dział
- Dywizja - Jean-Baptiste Dumonceau (3 Dywizja II Korpusu WA)

oddziały batawskie, ok. 5000 ludzi (nie wzięła udziału w bitwie pod Dürrenstein, przybyła na pole walki pod wieczór 11 listopada).
- Dywizja dragonów - Dominique Klein: tylko 4 regiment dragonów wziął bitwie pod Dürrenstein.

### Wojna z Rosją 1812- orde de bataille 22 VI 1812
- dowódca - Hieronim Bonaparte potem gen. Jean Andoche Junot
- szef sztabu - adiutant-kmendant Jean Revest
- 23 Dywizja Piechoty - gen. Jean Victor Tharreau
- 24 Dywizja Piechoty - gen. Adam Louis Ochs
- Kawaleria korpuuśna - gen. Chabert

Razem: 19 000 ludzi i 34 armaty

## Odtworzenie korpusu w 1813
Mimo totalnej klęski Napoleona w wyprawie moskiewskiej książę Poniatowski przystąpił do odtwarzania armii. Stosując metody kościuszkowskie: intensywny pobór dymowy i wcielając bataliony gwardii narodowej do pułków liniowych uzyskał doskonałe efekty. Stary żołnierz tworzył doskonałe kadry, a rekrut prędko stawał się doświadczonym żołnierzem.
Powołany przez Napoleona dekretem z marca 1813, w czerwcu przejęty na żołd francuski.
Dowódcą korpusu mianowano księcia Józefa Poniatowskiego a szefem sztabu gen. Aleksandra Rożnieckiego.
Artylerią korpusu dowodził płk Jakub Redel, wojskami inżynieryjnymi płk Jean-Baptiste Mallet de Grandville. Wraz ze służbami korpus liczył ok. 10 000 ludzi i 36 dział.
Uczestniczył w walkach do 19 października, kiedy na skutek przeważających strat ludzkich i śmierci dowódcy przestał istnieć.